# Nationaal park Skuleskogen
Nationaal park Skuleskogen (Zweeds: Skuleskogens Nationalpark) (Nederlands: 'het skulewoud') is een nationaal park in de Zweedse gemeenten Örnsköldsvik en Kramfors in het landschap Ångermanland. Het park heeft een oppervlakte van 23,6 km² en geldt sinds 1984 als een nationaal park. Het park ligt voor een deel aan de kust. Het landschap in het park bestaat vooral uit heuvels en bossen. Het park ligt in het Hoge Kust-gebied; het langeafstandswandelpad Höga Kustenleden loopt erdoorheen.

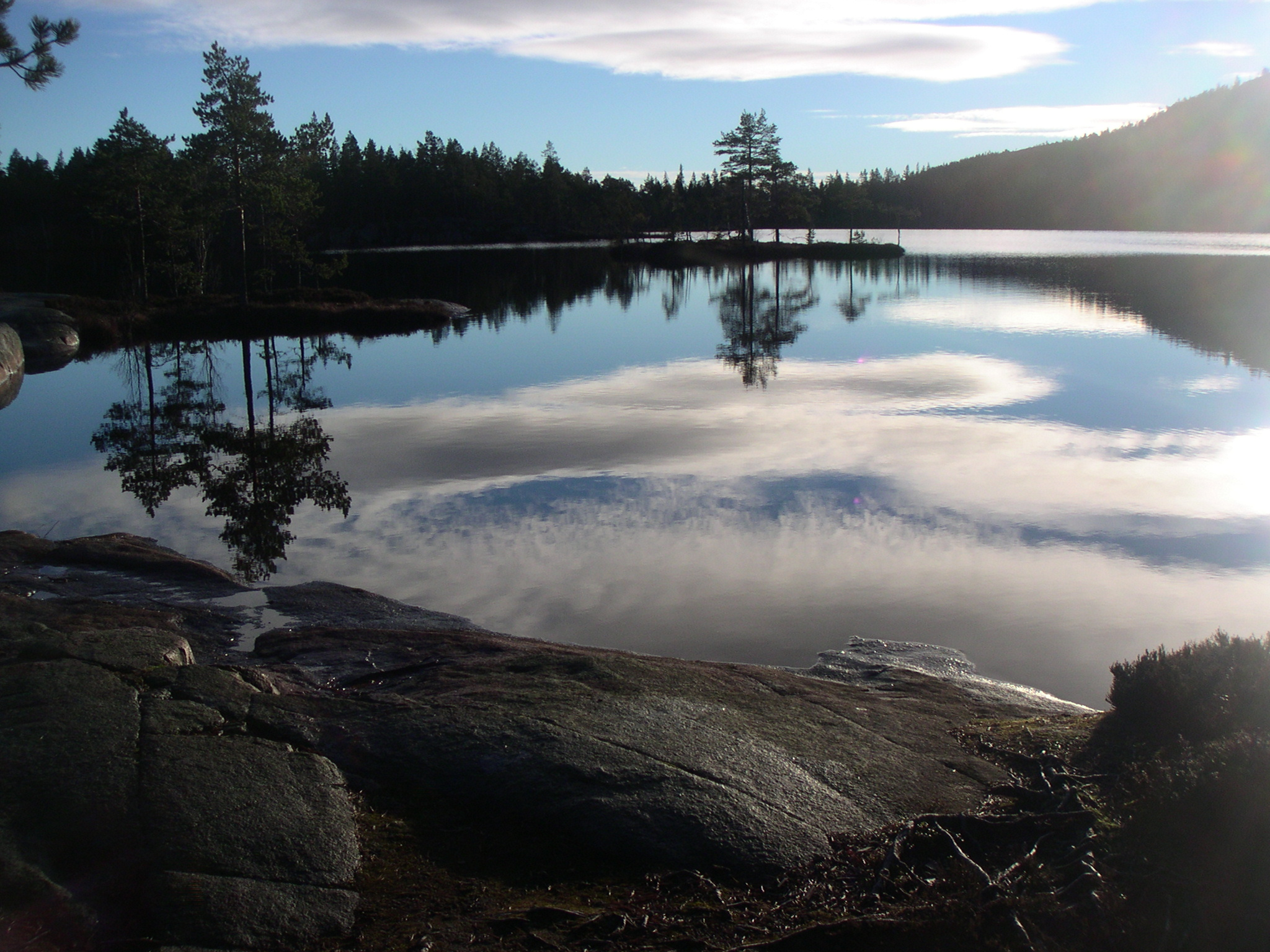
Tärnetvattnet
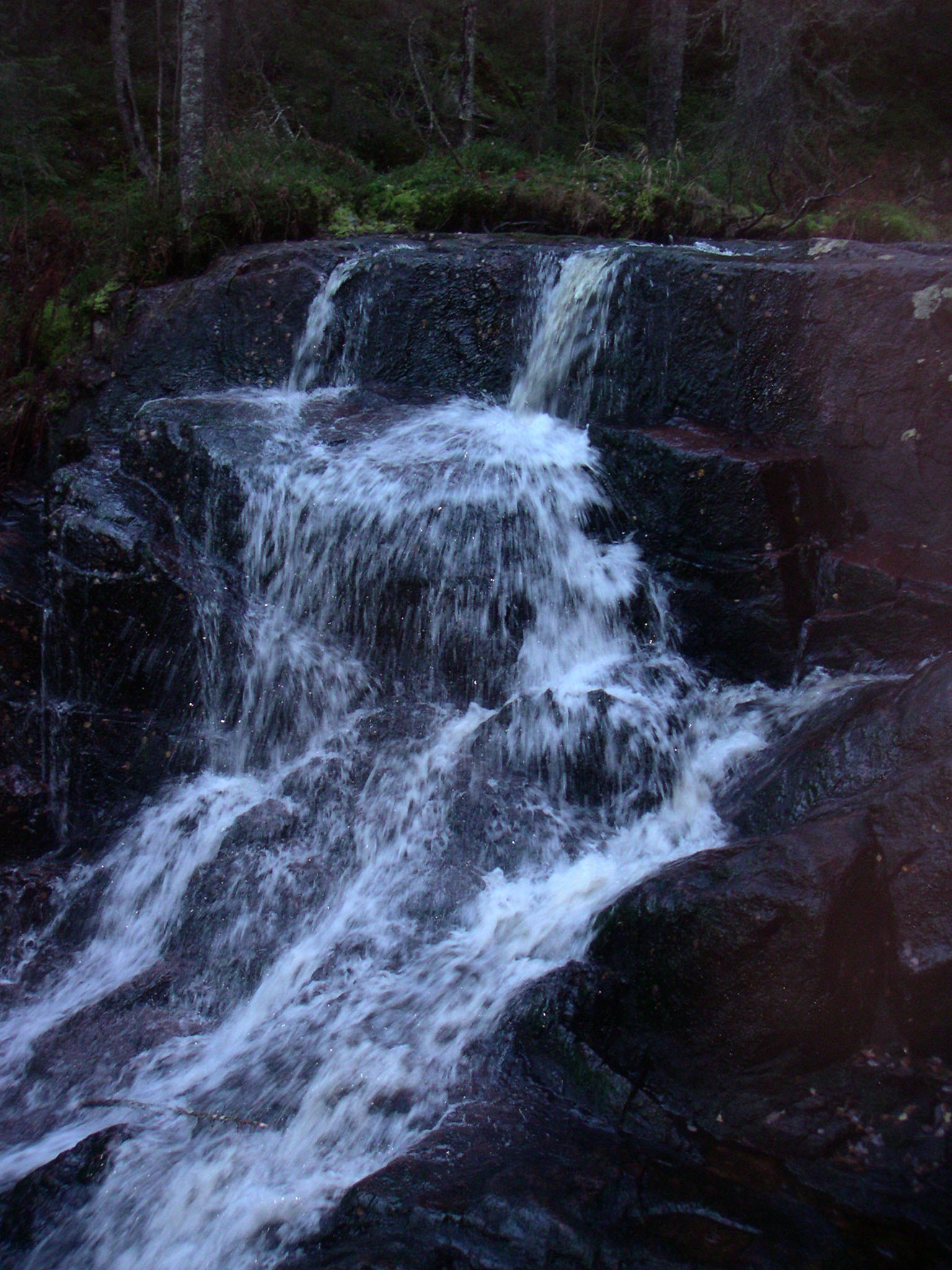
Skravelbäcken
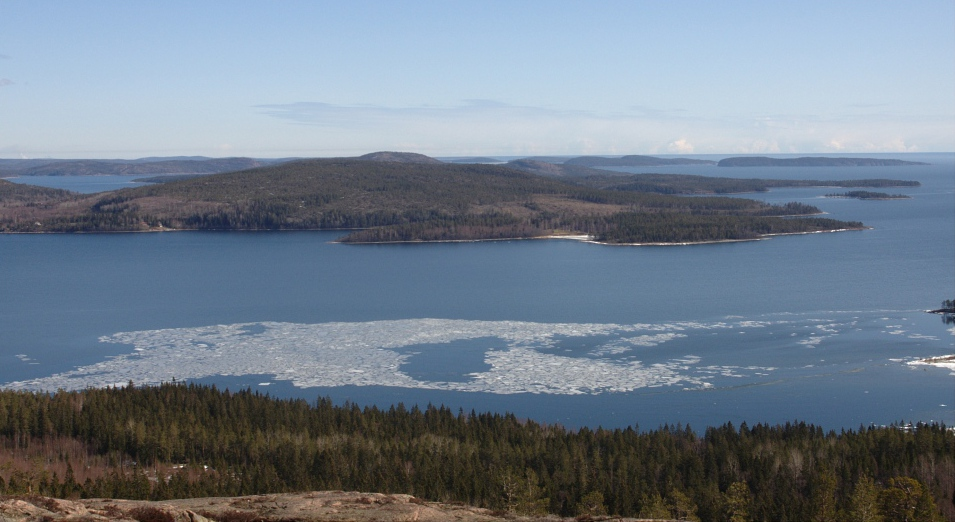
Bottenhavet
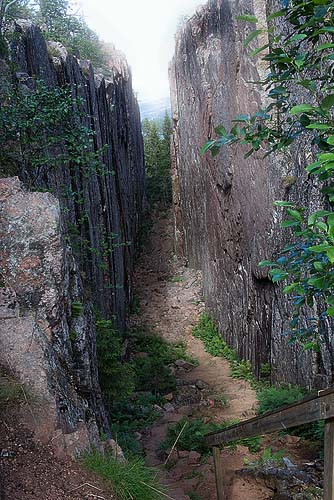
Slottdalsskrevan